# Tetracyanochinodimethan
Tetracyanochinodimethan (TCNQ) ist eine organische Substanz, welche mit 1,4-Benzochinon verwandt und ein organisches Halbleitermaterial ist. Das Nitril stellt einen Elektronenakzeptor dar, d. h., es nimmt leicht ein Elektron auf und bildet dabei ein Anion mit einem ungepaarten Elektron, ein Radikalanion. Dieses Radikalion ist ungewöhnlich stabil, denn es enthält einen aromatischen Kern. Tetracyanochinodimethan bildet mit vielen aromatischen Elektronendonoren Addukte, die eine außergewöhnlich hohe elektrische Leitfähigkeit haben; sie sind Elektronenleiter. Die Substanzklasse der Addukte von Tetracyanochinodimethan und ihre Leitfähigkeit wurde außerordentlich gut untersucht; 1977 galt sie als besser untersucht als alle anderen organischen leitenden Salze zusammen.  Auch in Kombination mit Tetrathiafulvalen (TTF) bilden sich elektrisch gut leitfähige Einkristalle.
In technischen Anwendungen ist TCNQ Ausgangssubstanz für organischen Kunststoffmagnetwerkstoffe wie PANiCNQ. Eine weitere Anwendung hatte TCNQ bis zu ihrer Abkündigung durch Panasonic im Jahre 2010 in den OS-CON genannten Polymer-Elektrolytkondensatoren als sogenannter „fester Elektrolyt“.